# Nacarina furcata
Nacarina furcata är en insektsart som beskrevs av Navás 1915. Nacarina furcata ingår i släktet Nacarina och familjen guldögonsländor. Inga underarter finns listade i Catalogue of Life.